# Winner Anacona
Winner Andrew Anacona Gómez (Bogotà, 11 agosto 1988) è un ciclista su strada e pistard colombiano che corre per il team Team Madras Cycling. Scalatore, professionista dal 2012, ha vinto una tappa alla Vuelta a España 2014.

## Palmarès

### Strada
- 2006 (Juniores)

Campionati colombiani, Cronometro Juniores
- 2010 (Caparrini Under-23)

Trofeo Matteotti - Marcialla
Giro del Montalbano
- 2011 (Caparrini Under-23)

Gran Premio San Flaviano
Gran Premio Città di Empoli
5ª tappa Baby Giro (Sora > Campo Imperatore)
Cronoscalata del Montemignaio
Memorial Pigoni Coli
Gran Premio Comune di Cerreto Guidi
- 2014 (Lampre-Merida, una vittoria)

9ª tappa Vuelta a España (Carboneras de Guadazaón > Aramón Valdelinares)
- 2019 (Movistar Team, due vittorie)

5ª tappa Vuelta a San Juan (San Martín > Alto Colorado)
Classifica generale Vuelta a San Juan
- 2021 (Team Arkéa-Samsic, una vittoria)

Trofeo Andratx - Mirador des Colomer

#### Altri successi
- 2022 (Team Arkéa-Samsic)

Classifica scalatori Route d'Occitanie
- 2024 (Team Madras Cycling)

1ª tappa Tour de Marie-Galante (Saint-Louis > Grand-Bourg)

### Pista
- 2006 (Juniores)

Campionati colombiani, Inseguimento a squadre Juniores
Campionati colombiani, Corsa a punti Juniores

## Piazzamenti

### Grandi Giri
- Giro d'Italia

2014: 62º
2017: 25º
- Tour de France

2015: 57º
2016: 69º
2020: 66º
- Vuelta a España

2012: 19º
2013: 105º
2014: 27º
2018: 69º

### Classiche monumento
- Milano-Sanremo

2016: 113º
2018: 84º
- Liegi-Bastogne-Liegi

2018: 125º
2019: 68º
2020: 81º
2022: 70º
- Giro di Lombardia

2012: 25º
2013: ritirato
2016: ritirato
2017: ritirato
2021: ritirato

### Competizioni mondiali
- Campionati del mondo

Varese 2008 - In linea Under-23: ritirato
Copenaghen 2011 - Cronometro Elite: 51º
Copenaghen 2011 - In linea Elite: 138º
Limburgo 2012 - In linea Elite: 68º
Toscana 2013 - In linea Elite: ritirato
Ponferrada 2014 - Cronosquadre: 15º
Ponferrada 2014 - Cronometro Elite: 46º
Ponferrada 2014 - In linea Elite: ritirato
Richmond 2015 - In linea Elite: ritirato
Innsbruck 2018 - Cronosquadre: 6º
Innsbruck 2018 - In linea Elite: ritirato